# Orlina Duża (przystanek kolejowy)
Orlina Duża – zlikwidowany przystanek kolejowy i ładownia w Orlinie Dużej, w województwie wielkopolskim, w Polsce, na trasie wąskotorowej linii Witaszyce Wąskotorowe – Zagórów.